# 長友恒人
長友 恒人（ながとも つねと、1943年 - ）は、日本の古文化財科学者・年代測定学者。奈良教育大学元学長で名誉教授。工学博士（京都大学）。

## 略歴
- 1943年 - ユジノサハリンスク生[1]

### 学歴
- 1968年 - 京都大学工学部原子核工学科卒業[1][2][3]
- 1970年 - 京都大学大学院工学研究科修士課程修了[3]
- 1973年 - 京都大学大学院工学研究科博士課程単位取得退学[1][3]
- 1978年 - 工学博士（京都大学）[3]
  - 研究テーマは、核外電子の消滅現象[1]

### 職歴
- 1973年 - 奈良教育大学教育学部助手[3]
- 1974年 - 奈良教育大学教育学部講師[3]
- 1975年 - 奈良教育大学教育学部助教授[3]
- 1991年 - 奈良教育大学教育学部教授[1][3]
- 2006年 - 奈良教育大学副学長[3]
- 2009年 - 奈良教育大学学長[3]（- 2015年）

## 社会的活動
- 日本ESD学会　初代会長[4][5]および設立呼びかけ人会世話人代表[4]
- 日本文化財科学会　元会長[6]および評議員[7][8]
- 日本第四紀学会　評議員[8]

## 研究分野
- 放射線物理学[1]
- 広島・長崎の原爆線量評価および事故放射線量評価（アクシデントドジメトリー）の研究[1]
- ルミネッセンス年代測定法の開発と考古学・文化財試料、地質試料の年代測定[1]
- ESD（持続可能な開発のための教育）[4]

## 主な著書
- 長友恒人（編）『考古学のための年代測定学入門』古今書院、1999年。ISBN 4772216898。